# Aulocyathus juvenescens
Aulocyathus juvenescens är en korallart som beskrevs av Marenzeller 1904. Aulocyathus juvenescens ingår i släktet Aulocyathus och familjen Caryophylliidae. Inga underarter finns listade i Catalogue of Life.